# Western non-interpolations
Der Begriff Western non-interpolations wurde von Brooke Foss Westcott und Fenton John Anthony Hort geprägt und wird für bestimmte kurze Lesarten im griechischen Text des Neuen Testaments verwendet.

## Die Texttypen nach Westcott und Hort
Die zahlreichen Manuskripte des Neuen Testaments werden von den Textkritikern in mehrere Texttypen von unterschiedlichem Charakter eingeteilt. Westcott und Hort bestimmten folgende vier Grundtypen:
| Texttyp nach W-H         | heutige Bezeichnung                   |
| ------------------------ | ------------------------------------- |
| syrischer Texttyp        | byzantinischer Texttyp, Mehrheitstext |
| alexandrinischer Texttyp | alexandrinischer Texttyp              |
| westlicher Texttyp       | westlicher Texttyp                    |
| neutraler Texttyp        | alexandrinischer Texttyp (frühe Form) |

Der syrische (byzantinische) Texttyp ist in den jüngeren Handschriften vorherrschend, entstand nach Westcott und Hort ab ca. 300 aus einer Kombination aus westlichem und alexandrinischem Texttyp, womöglich in einer Rezension. Der alexandrinische Texttyp ist gekennzeichnet durch sprachliche Glättungen. Der westliche Texttyp entstand auch in Syrien, aber schon vor dem Jahr 200, und ist in den altlateinischen und syrischen Versionen vertreten. Er weist ungewöhnliche Zusätze und Erweiterungen auf. Der neutrale Text nach Westcott und Hort geht dem alexandrinischen und westlichen Text voran und enthält noch keine Entstellungen.

## Betroffene Textstellen
In weitem Kreis akzeptiert sind die neun Stellen in Mt 27,49; Lk 22,19b–20; 24,3; 24,6; 24,12; 24,36; 24,40; 24,51; 24,52. Weitere in Frage kommende Stellen sind Mt 6,15; 9,34; 13,33; 21,44; 23,26; Mk 10,2; 14,39; Lk 5:39; 10,41–42; 12,21; 22,62; 24,9; Joh 4,9, Röm 6,16; 10,21; 16,20; 16:25–27; 1. Kor. 15,3; 2. Kor 10:12–13; Tim 5:19.

## Beschreibung
Texte des westlichen Texttyps sind generell länger und enthalten an vielen Stellen Zusätze oder Paraphrasen und weitere Eigenheiten, jedoch gibt es einige Stellen, die gegenüber den anderen Texttypen kürzere Lesarten haben. Westcott und Hort gingen in den meisten Fällen davon aus, dass die Lesarten des alexandrinischen Typs – repräsentiert in Codex Sinaiticus und Codex Vaticanus – ursprünglicher sind und basierten ihre Textausgabe daher sehr stark auf diesem Texttyp. Gemäß einer der Grundregeln der Textkritik ist eine kürzere Lesart (lectio brevior) meistens die ursprünglichere. Westcott und Hort gingen weiter davon aus, dass an einigen Stellen diese kurzen westlichen Lesarten ursprünglicher sind, wenn sie mit der alten lateinischen und der alten syrischen Übersetzung übereinstimmen, und nannten diese Stellen Western non-interpolations. Der Begriff impliziert bereits die textkritische Entscheidung, dass die längeren Lesarten des alexandrinischen und byzantinischen Textes „interpolations“ sind, also nachträgliche Einfügungen.
Diese Theorie führte dazu, dass in Westcotts und Horts Ausgabe The New Testament in the Original Greek von 1881 „überwältigend gut bezeugte Verse aus dem Text in den Apparat verbannt worden waren“. Die Theorie ließ sich aber nicht ausreichend erhärten anhand der später gefundenen Papyrusmanuskripte, die noch weiter zurückreichen als die Codices Vaticanus und Sinaiticus. Das Konzept von Westcott und Hort eines neutralen Texttyps und die Theorie der Western non-interpolations wurden ab 1968 vom Herausgeberkomitee des Nestle-Aland aufgegeben. Der angeblich neutrale Texttyp Westcotts und Horts wird heute als eine frühe Form des alexandrinischen Textes angesehen.
Die Lesarten reichen in ihrer Entstehung sehr weit zurück, bis ungefähr ins 2. Jahrhundert, sie entstanden jedoch nach der Abtrennung zwischen alexandrinischem Text und westlichem Text. Sie sind entweder eine Einfügung in den alexandrinischen oder eine Weglassung in einem frühen westlichen Text. Michael Wade Martin findet zu den neun oben genannten Stellen in Mt 27,49; Lk 22,19b–20 und Lukas 24 ein Muster, das nicht auf Zufall beruhen kann: Alle Stellen haben Berührungen zum Johannesevangelium, die intrinsischen Argumente sprechen sowohl für als auch gegen Lukas. Parsons und Ehrmann sprechen von einer „orthodox corruption“, es gibt eine christologische Tendenz, eine antidoketische Korruption (Ehrmann) oder eine antiseparatistische Korruption (Martin). Dieses einzigartige Muster von Änderungen ist für Martin der Beweis, dass nur ein einziger Schreiber für diese Änderungen verantwortlich ist, dass es sich also nicht um westliche Auslassungen von verschiedenen Schreibern handelt, die zufällig zusammentreffen. Die Einfügungen in den alexandrinischen Text sind also ein Zeugnis für die christologische Debatte jener Zeit. Es wurden mit diesen Einschüben jedoch keine neuen Aussagen getroffen oder die Lehre in irgendeiner Form geändert, nur die bestehenden Aussagen stärker verdeutlicht. Alle diese Aussagen lassen sich in ähnlicher Form an anderer Stelle inhaltlich übereinstimmend finden.